# IAAF Label Road Races 2016

Logo

Die IAAF Label Road Races 2016 waren Laufveranstaltungen, die von der IAAF für 2016 das Etikett Gold, Silber oder Bronze erhielten. 

## Gold
| auch Teil des World Marathon Majors |

| Datum  | Veranstaltung                             | Distanz    | Sieger                     | Siegerin                |
| ------ | ----------------------------------------- | ---------- | -------------------------- | ----------------------- |
| 02.01. | Xiamen-Marathon Xiamen                    | 42,195 km  | Vincent Kipruto            | Worknesh Edesa          |
| 17.01. | Hong Kong Marathon Hongkong               | 42,195 km  | Mike Kiprotich Mutai       | Letebrhan Haylay        |
| 22.01. | Dubai-Marathon Dubai                      | 42,195 km  | Tesfaye Abera              | Tirfi Tsegaye           |
| 28.02. | Tokio-Marathon 2016 Tokio                 | 42,195 km  | Feyisa Lilesa              | Helah Kiprop            |
| 28.02. | World’s Best 10K San Juan                 | 10 km      | Bedan Karoki               | Mary Wacera             |
| 06.03. | Biwa-See-Marathon Ōtsu                    | 42,195 km  | Lucas Kimeli Rotich        | –                       |
| 13.03. | Roma – Ostia Rom – Ostia                  | 21,0975 km | Solomon Kirwa Yego         | Worknesh Degefa         |
| 13.03. | Nagoya-Marathon Nagoya                    | 42,195 km  | –                          | Eunice Jepkirui Kirwa   |
| 20.03. | Seoul International Marathon Seoul        | 42,195 km  | Wilson Loyanae Erupe       | Rose Chelimo            |
| 20.03. | Lissabon-Halbmarathon Lissabon            | 21,0975 km | Sammy Kirop Kitwara        | Ruti Aga                |
| 02.04. | Prag-Halbmarathon Prag                    | 21,0975 km | Daniel Wanjiru             | Violah Jepchumba        |
| 03.04. | Paris-Marathon Paris                      | 42,195 km  | Cyprian Kotut              | Visiline Jepkesho       |
| 10.04. | Rom-Marathon Rom                          | 42,195 km  | Amos Choge Kipruto         | Rahma Tusa              |
| 10.04. | Vienna City Marathon Wien                 | 42,195 km  | Robert Chemosin            | Shuko Genemo            |
| 10.04. | Rotterdam-Marathon Rotterdam              | 42,195 km  | Marius Kimutai Kipserem    | Letebrhan Haylay        |
| 18.04. | Boston-Marathon 2016 Boston               | 42,195 km  | Lemi Berhanu               | Atsede Baysa            |
| 24.04. | Yangzhou-Jianzhen-Halbmarathon Yangzhou   | 21,0975 km | Mosinet Geremew            | Peres Jepchirchir       |
| 24.04. | London-Marathon 2016 London               | 42,195 km  | Eliud Kipchoge             | Jemima Sumgong          |
| 08.05. | Prag-Marathon Prag                        | 42,195 km  | Lawrence Cherono           | Lucy Karimi             |
| 21.05. | Karlsbad-Halbmarathon Karlsbad            | 21,0975 km | Abraham Kasongwor Akopesha | Joyciline Jepkosgei     |
| 22.05. | Great Manchester Run Manchester           | 10 km      | Kenenisa Bekele            | Tirunesh Dibaba         |
| 28.05. | Ottawa 10K Ottawa                         | 10 km      | Mohammed Ziani             | Peres Jepchirchir       |
| 29.05. | Ottawa-Marathon Ottawa                    | 42,195 km  | Dino Sefir                 | Koren Jelela            |
| 04.06. | Budweis-Halbmarathon Budweis              | 21,0975 km | Barselius Kipyego          | Ashete Bekere           |
| 25.06. | Olmütz-Halbmarathon Olmütz                | 21,0975 km | Stanley Kipleting Biwott   | Mary Jepkosgei Keitany  |
| 03.07. | Gold-Coast-Marathon Gold Coast            | 42,195 km  | Kenneth Mburu Mungara      | Misato Horie            |
| 31.07. | Bogotá-Halbmarathon Bogotá                | 21,0975 km | Tadese Tola                | Purity Rionoripo        |
| 10.09. | Grand Prix von Prag Prag                  | 10 km      | Abraham Kipyatich          | Violah Jepchumba        |
| 17.09. | Ústí-Halbmarathon Ústí nad Labem          | 21,0975 km | Barselius Kipyego          | Peres Jepchirchir       |
| 17.09. | Peking-Marathon Peking                    | 42,195 km  | Gebre Mekuant Ayenew       | Biru Meseret Mengistu   |
| 18.09. | Sydney-Marathon Sydney                    | 42,195 km  | Tomohiro Tanigawa          | Makda Harun Haji        |
| 25.09. | Berlin-Marathon 2016 Berlin               | 42,195 km  | Kenenisa Bekele Beyecha    | Aberu Kebede            |
| 02.10. | Portugal-Halbmarathon Lissabon            | 21,0975 km | Nguse Amlosom              | Genet Yalew             |
| 02.10. | Lissabon-Marathon Lissabon                | 42,195 km  | Alfred Kering              | Sarah Chepchirchir      |
| 09.10. | Chicago-Marathon 2016 Chicago             | 42,195 km  | Abel Kirui                 | Florence Jebet Kiplagat |
| 16.10. | Amsterdam-Marathon Amsterdam              | 42,195 km  | Daniel Kinyua Wanjiru      | Meselech Melkamu        |
| 16.10. | Toronto Waterfront Marathon Toronto       | 42,195 km  | Philemon Rono Cherop       | Shure Demise            |
| 23.10. | Valencia-Halbmarathon Valencia            | 21,0975 km | Stephen Kosgei Kibet       | Peres Jepchirchir       |
| 30.10. | Frankfurt-Marathon Frankfurt              | 42,195 km  | Mark Korir                 | Mamitu Daska            |
| 30.10. | Shanghai-Marathon Shanghai                | 42,195 km  | Stephen Mokoka             | Roza Dereje Bekele      |
| 06.11. | New-York-City-Marathon 2016 New York City | 42,195 km  | Ghirmay Ghebreslassie      | Mary Keitany            |
| 13.11. | Istanbul-Marathon Istanbul                | 42,195 km  | Evans Kiplagat             | Agnes Jeruto Barsosio   |
| 20.11. | Valencia-Marathon Valencia                | 42,195 km  | Victor Kipchirchir         | Valary Jemeli Aiyabei   |
| 04.12. | Fukuoka-Marathon Fukuoka                  | 42,195 km  | Yemane Tsegay              | –                       |
| 04.12. | Singapur-Marathon Singapur                | 42,195 km  | Felix Kiptoo Kirwa         | Rebecca Chesire Kangogo |

## Silber
| Datum  | Veranstaltung                         | Distanz    | Sieger                    | Siegerin                     |
| ------ | ------------------------------------- | ---------- | ------------------------- | ---------------------------- |
| 31.01. | Osaka Women’s Marathon Osaka          | 42,195 km  | –                         | Kayoko Fukushi               |
| 07.02. | Kagawa-Marugame-Halbmarathon Marugame | 21,0975 km | Goitom Kifle              | Eunice Jepkirui Kirwa        |
| 03.04. | Daegu-Marathon Daegu                  | 42,195 km  | James Kipsang Kwambai     | Caroline Cheptanui Kilel     |
| 10.04. | Great Ireland Run Dublin              | 10 km      | Andy Maud                 | Fionnuala McCormack          |
| 10.04. | Hannover-Marathon Hannover            | 42,195 km  | Lusapho April             | Edinah Jerotich Kwambai      |
| 17.04. | Łódź-Marathon Łódź                    | 42,195 km  | Abraw Misganaw            | Racheal Jemutail Mutgaa      |
| 24.04. | Madrid-Marathon Madrid                | 42,195 km  | Peter Kiplagat Chebet     | Askale Alemayehu             |
| 24.04. | Orlen Warsaw Marathon Warschau        | 42,195 km  | Artur Kozłowski           | Kumeshi Sichala              |
| 08.05. | Dongying-Marathon Dongying            | 42,195 km  | Dickson Kipsang Tuwei     | Eunice Chebichii Chumba      |
| 15.05. | Gifu-Seiryū-Halbmarathon Gifu         | 21,0975 km | Patrick Mwaka             | Eunice Kirwa                 |
| 18.09. | Kapstadt-Marathon Kapstadt            | 42,195 km  | Asefa Mengstu             | Tish Jones                   |
| 18.09. | Dam tot Damloop Amsterdam             | 10 Meilen  | Edwin Kiprop Kiptoo       | Alice Aprot Nawowuna         |
| 18.09. | Kopenhagen-Halbmarathon Kopenhagen    | 21,0975 km | James Mwangi Wangari      | Hiwot Gebrekidan Gebremaryam |
| 30.10. | Marseille – Cassis Marseille          | 20,308 km  | Henry Kiplagat Rutto      | Joyciline Jepkosgei          |
| 13.11. | Beirut-Marathon Beirut                | 42,195 km  | Edwin Kibet Kiptoo        | Tigist Girma                 |
| 13.11. | Saitama-Marathon Saitama              | 42,195 km  | –                         | Flomena Cheyech Daniel       |
| 18.12. | Corrida de Houilles Houilles          | 10 km      | Cornelius Kipruto Kangogo | Viola Jelagat Kibiwot        |
| 31.12. | San Silvestre Vallecana Madrid        | 10 km      | Nguse Amlosom             | Brigid Kosgei                |

## Bronze
| Datum  | Veranstaltung                                          | Distanz    | Sieger                      | Siegerin                  |
| ------ | ------------------------------------------------------ | ---------- | --------------------------- | ------------------------- |
| 17.01  | Houston-Marathon Houston                               | 42,195 km  | Gebo Burka                  | Biruktayit Degefa Eshetu  |
| 14.02. | Barcelona-Halbmarathon Barcelona                       | 21,0975 km | Vincent Kipruto             | Florence Jebet Kiplagat   |
| 21.02. | Sevilla-Marathon Sevilla                               | 42,195 km  | Cosmas Kiplimo Lagat        | Paula Gonzalez            |
| 13.03. | Barcelona-Marathon Barcelona                           | 42,195 km  | Dino Sefir                  | Valary Jemeli Aiyabei     |
| 20.03. | Taipeh-Marathon Taipeh                                 | 42,195 km  | William Chebon Chebor       | Olha Kotovska             |
| 20.03. | Chongqing-Marathon Chongqing                           | 42,195 km  | Kelkile Gezahegn Woldaregay | Liu Ruihuan               |
| 03.04. | Mailand-Marathon Mailand                               | 42,195 km  | Ernest Ngeno                | Brigid Kosgei             |
| 17.04. | Brighton-Marathon Brighton                             | 42,195 km  | Duncan Maiyo                | Grace Kwamboka Momanyi    |
| 17.04. | Nagano-Marathon Nagano                                 | 42,195 km  | Jairus Chanchima            | Shasho Insermu            |
| 24.04. | Istanbul-Halbmarathon Istanbul                         | 21,0975 km | Ali Kaya                    | Violah Jepchumba          |
| 07.05. | Okpekpe 10km Road Race Okpekpe                         | 10 km      | Simon Cheprot               | Polline Wanjiku           |
| 08.05. | Genf-Marathon Genf                                     | 42,195 km  | Julius Chepkwony            | Jane Kiptoo               |
| 15.05. | Riga-Marathon Riga                                     | 42,195 km  | Dominic Kangor              | Shitaye Gemechu           |
| 29.05. | Edinburgh-Marathon Edinburgh                           | 42,195 km  | Boaz Kiprono                | Eddah Jepkosgei           |
| 12.06. | Lanzhou-Marathon Lanzhou                               | 42,195 km  | Robert Kipkorir Kwamba      | Tsehay Desalegn Adhana    |
| 18.06. | Corrida de Langueux Langueux                           | 10 km      | Robert Kaptingei            | Meskerem Amare            |
| 26.06. | B.A.A. 10K Boston                                      | 10 km      | Daniel K. Chebii            | Shalane Flanagan          |
| 25.09. | Warschau-Marathon Warschau                             | 42,195 km  | Ezekiel Omullo              | Gladys Jerotich Kibiwot   |
| 02.10. | Bournemouth-Marathon Bournemouth                       | 42,195 km  | Stanley Kiprotich Bett      | Eddah Jepkosgei           |
| 02.10. | Košice-Marathon Košice                                 | 42,195 km  | David Kemboi Kiyeng         | Chaitu Tafa               |
| 02.10. | Cardiff-Halbmarathon Cardiff                           | 21,0975 km | Shadrack Korir              | Violah Jepchumba          |
| 23.10. | Venedig-Marathon Venedig                               | 42,195 km  | Julius Chepkwony Rotich     | Priscah Jepleting Cherono |
| 13.11. | Marathon des Alpes-Maritimes Nizza                     | 42,195 km  | Elisha Kipchirchir Rotich   | Biruk Konjit Tilahun      |
| 20.11. | Boulogne-Billancourt-Halbmarathon Boulogne-Billancourt | 21,0975 km | Morris Munene Gachaga       | Gebiyanesh Ayele          |
| 27.11. | Delhi-Halbmarathon Neu-Delhi                           | 21,0975 km | Eliud Kipchoge              | Worknesh Degefa           |
| 11.12. | Guangzhou-Marathon Guangzhou                           | 42,195 km  | Salah Eddine Bounasr        | Aynalem Kasahun Teferi    |